# Sixt-Fer-à-Cheval
Sixt-Fer-à-Cheval là một municipality trong tỉnh Haute-Savoie thuộc vùng Auvergne-Rhône-Alpes in southeastern Pháp.

## Geography
The town ranges in altitude from 728 và 3.098 mét (2.388 và 10.164 ft), and three-quarters of its area are part of a Natural Reserve and thus completely uninhabited. The Giffre river, a tributary of the Arve, has its source in Sixt-Fer-à-Cheval, coming from numerous waterfalls in the nearby mountains.
The town is on the Swiss border.